# Mega Man (Game Gear)
Mega Man, también llamado The Best of Mega Man, es un videojuego lanzado en 1994 por la empresa Freestyle, publicado por U.S. Gold y licenciado por Capcom, exclusivamente en Norteamérica para la consola Sega Game Gear. Al contrario de lo que puede proponer el título, este juego NO es un remake del primer juego de Mega Man, sino que es un título completamente original (al estilo de los juegos para Game Boy) que toma elementos de Mega Man 2, 4 y 5. También es el único juego de Mega Man lanzado para Game Gear.

## Modo de juego
El juego recicla contenidos de los juegos Mega Man 2, Mega Man 4 y Mega Man 5, los tres para NES. El juego incluye la misma presentación animada vista en Mega Man 4, el sistema de contraseñas de los juegos de NES, y también tiene un sistema de dificultad (idea tomada de Mega Man 2), siendo las dificultades Normal y Hard (Normal y Difícil), la diferencia entre ambas dificultades es la cantidad de daño que recibes al ser atacado.
Al iniciar el juego, se debe enfrentar a los primeros 4 Robot Masters (idea inspirada por los juegos de Game Boy), que son uno de Mega Man 4 y tres de Mega Man 5, los jefes son Stone Man, Napalm Man, Bright Man y Star Man. Luego de vencerlos, se accede a La Ciudadela de Cossack, donde se debe enfrentar a Wave Man y a Toad Man en ese orden, y finalmente se pasa al Wily Castillo, la primera etapa se compone de un escenario (el cual es el mismo escenario de Quick Man de Mega Man 2, con la diferencia de que los láseres no son mortales y que el escenario no tiene jefe al final), luego se pasa por un escenario corto (sacado de Mega Man 5) el cual es un pequeño pasillo, luego de él, se pasa a pelear directamente contra el Jefe Final del juego, la Wily Cápsula.

## Características, cambios y diferencias
El juego presenta muchas diferencias con los demás juegos de Mega Man para NES y Game Boy, las cuales son listadas aquí:
- Los gráficos son casi idénticos a los de los juegos de NES, solo que con paletas de colores adicionales y más detalladas.
- A diferencia de la mayoría de los juegos de Mega Man, solo se permite tener dos disparos en la pantalla a la vez, en lugar de tres. Además, un Mega Buster completamente cargado hace un daño de 4 unidades en lugar de 3 en este juego.
- El juego sigue la tradición de Mega Man 4, 5 y 6, en tener dos castillos, el primero siendo La Ciudadela de Cossack y el segundo el Wily Castillo, sin embargo, no hicieron esto para hacerlo parte de la historia, sino que fue solamente para incorporar a Mega Man 4 en el juego. El Dr. Cossack no es parte de la historia y tampoco es mencionado en ningún momento.
- No hay continuaciones, perder todas las vidas significa empezar el juego desde el principio.
- Se puede revisitar los escenarios, pero los ítems que hay en ellos solamente pueden tomarse una vez (previniendo al jugador de recolectar vidas y Tanques de esta forma). También, las Armas Especiales no se recargan al completar escenarios, solamente al derrotar jefes.
- A pesar de que se muestra el Wily Castillo antes de luchar contra el Dr. Wily, La Ciudadela de Cossack es la que explota al final del juego. Al parecer, esto sucede porque ya habían terminado la animación de la ciudadela de Cossack explotando, sin tener en cuenta que el Wily Castillo es el que debía explotar.
- Eddie no aparece en el juego, en lugar de él, los ítems que el deja aparecen directamente en el escenario, de la nada.
- Beat tampoco aparece, por ello las Placas que estaban en los escenarios fueron quitadas de este juego.
- Wave Man tiene el tema de Gravity Man en este juego. Mientras que el tema de Wave Man se deja para la pantalla de "Game Over".
- Wave Man no tiene ninguna debilidad fuera del Mega Buster.
- Las armas son nombradas de distinta manera, por ejemplo, el Power Stone es renombrado Stone Weapon, el Star Crash, Crash Weapon, el Rain Flush, Rain Weapon, etc.
- El mensaje de "READY" que aparece cuando Mega Man se teletransporta en el escenario, en este juego dice "GET READY".
- Las debilidades del juego están sin terminar, la debilidad de un jefe le provoca 4 puntos de daño mientras que todas las demás armas le provocan 1 punto de daño. En los otros juegos no es tan uniforme.
- La Wily Cápsula no es vulnerable al Rain Flush, volviéndolo prácticamente inútil.
- Al Wily Castillo 1 (Escenario de Quick Man) le faltan algunos enemigos como los Sniper Armor, además del propio Quick Man el cual no aparece en el juego.
- El escenario de Quick Man es el único de este juego el cual proviene de Mega Man 2, y que no proviene de Mega Man 4 ni de Mega Man 5.
- El juego no tiene Repaso de Jefes.
- Cuando Mega Man vence el Dr. Wily, él hace un movimiento final, mismo movimiento que hace al conseguir un arma, el cual no es necesario. Al ser vencido, el Dr. no sale de su cápsula y pide disculpas, sino que explota junto a la cápsula.